# Орден Цветка Сливы (Корейская империя)
Орден Цветка Сливы (кор. 대훈위 이화대수장) — рыцарский орден Корейской империи. Третий по значимости орден государства.

## История
Орден был учреждён императором Коджоном в 1900 году. Орден мог быть пожалован только императором за особые заслуги тем, кто уже получил орден Тэгук первой степени. Был назван в честь цветка Эхва — национального символа империи. Всего было 62 кавалера ордена.

## Описание награды
Орден имел две степени: большая лента и медальон. Ширина ленты была 7,5 сантиметров, а медальон – 7 сантиметров. Последний в обоих степенях был одинаковыми, за исключением размера и изготавливался из серебра и золота. На его аверсе было выгравировано «훈공정장».
Большая лента ордена носилась через правое плечо, медальон крепился на левой стороне груди.

## Известные награждённые
- Иноуэ Каору, 24 марта 1902[3]
- Комура Дзютаро, 19 сентября 1904 года[4]
- Икуан, 27 февраля 1905[5]
- Куроки Тамэмото, 28 декабря 1906[6]
- Тэраути Масатакэ, 28 декабря 1906[6]